# 2017 au Venezuela
Cet article présente les faits marquants de l'année 2017 au Venezuela.

## Évènements
- 4 janvier : Tareck El Aissami est nommé vice-président.
- 16 juillet : référendum non officiel organisé par l'opposition.
- 20 et 26 juillet : grèves générales de l'opposition ; le seuil des 100 morts au cours des manifestations contre Maduro est atteint.
- 30 juillet : élections de l'Assemblée constituante.
- 4 août : inauguration de l'Assemblée nationale constituante.
- 15 octobre : élections régionales.
- 10 décembre : élections municipales.